# Главное управление специальных программ Президента Российской Федерации
Главное управление специальных программ Президента Российской Федерации (ГУСП) — федеральный орган исполнительной власти (федеральное агентство), осуществляющий функции по обеспечению исполнения Президентом Российской Федерации полномочий в сфере мобилизационной подготовки и мобилизации в Российской Федерации, по выработке и реализации государственной политики и нормативно-правовому регулированию в этой сфере. Образован указом Президента Российской Федерации от 31 декабря 2017 года № 651. Ранее, согласно Указу Президента Российской Федерации от 2 октября 1996 года № 1413 — федеральный государственный орган при Президенте Российской Федерации.
Руководство деятельностью ГУСПа осуществляет Президент Российской Федерации. ГУСП является юридическим лицом, имеет геральдический знак — эмблему, печать с изображением Государственного герба Российской Федерации и со своим наименованием, иные печати, штампы и бланки установленного образца, а также счета, открываемые в соответствии с законодательством Российской Федерации. Относится к государственным военизированным организациям, которые имеют право приобретать боевое ручное стрелковое и иное оружие.
В ГУСПе предусмотрена военная служба.

## История
6 января 1977 года постановлением Совмина РСФСР было образовано Пятое управление Управления делами Совмина РСФСР (ГУСП считается его преемником). Пятое управление было заказчиком строительства, модернизации и реконструкции пунктов управления Совета Министров РСФСР, поддержанию их в постоянной готовности к применению по прямому предназначению, а также координировало деятельность министерств и ведомств по поддержанию в готовности существующих и строительству новых запасных пунктов управления Российской Федерации, осуществляло методическое руководство по вопросам поддержания в готовности запасных пунктов управления субъектов РСФСР.
Правительственные бункеры для первых лиц государства обслуживало 15-е Главное управление КГБ СССР.
С 1991 года на Пятое управление также были возложены обязанности по организации и обеспечения мобилизационной подготовки Управления делами Совмина РСФСР, а с января 1992 года — Администрации Президента и Аппарата Правительства Российской Федерации, а также вопросы обеспечения радиотехнической безопасности указанных органов. Указом Президента Российской Федерации от 5 августа 1991 года № 32 (то есть непосредственно в период обострения борьбы за власть ввиду приближавшегося августовского кризиса 1991 года), Пятое управление было введено в состав Администрации Президента РСФСР, а с 24 сентября 1992 года распоряжением Президента РСФСР преобразовано в Управление планирования и реализации специальных программ Администрации Президента Российской Федерации.
Указом Президента Российской Федерации от 5 января 1994 года Управление планирования и реализации специальных программ Администрации Президента Российской Федерации было преобразовано в Главное управление специальных программ Президента Российской Федерации. В соответствии с Указом Президента Российской Федерации от 30 апреля 1998 года № 483 «О структуре федеральных органов исполнительной власти» Главное управление было отнесено к федеральным органам исполнительной власти, руководство деятельностью которых осуществляет Президент Российской Федерации.
1 августа 2022 года указом Президента РФ № 513 «Об учреждении знамени Главного управления специальных программ Президента Российской Федерации» в целях реализации единой государственной политики в области геральдики и упорядочения официальных символов федеральных органов исполнительной власти учреждено знамя Главного управления специальных программ Президента Российской Федерации. Также сложилась система ведомственных наград Главного управления спецпрограмм Президента Российской Федерации.
Комплекс действий, направленных на обеспечение функционирования так называемых «запасных пунктов управления» государством, а также на обеспечение мобилизационной готовности в стране, вследствие своей специфики проводится максимально непублично. Предполагается, что к ним относится создание обладающего практически абсолютной защитой пункта управления, в том числе — стратегическими ядерными силами, о котором президентом России было объявлено в 2020 году. Для дублирования системы управления в стране необходимо создание и поддержание параллельной системы секретных объектов, способной заменить основную в условиях военных действий, в том числе ядерной войны. Широкомасштабные задачи, предполагающие значительные затраты ресурсов, в условиях секретности провоцируют слухи о сети многоуровневых подземных лабиринтах и тоннелей, связанных с Метро-2.
24 февраля 2023 года ГУСП внесён в санкционный список Канады как учреждение «причастное к продолжающемуся нарушению Россией суверенитета и территориальной целостности Украины».

## Начальники ГУСПа
- Фролов Василий Алексеевич (1994—1998)
- Зорин Виктор Михайлович (1998—2000)
- Царенко Александр Васильевич (2000 — 31 октября 2011)
- Рыжков Дмитрий Алексеевич (31 октября 2011 — 10 марта 2014)
- Меньщиков Владислав Владимирович (18 марта 2014 — 7 апреля 2015)
- Линец Александр Леонидович (с 7 апреля 2015)